# Heiko Homrighausen
Heiko Homrighausen, né le 5 avril 1997, est un coureur cycliste allemand. Il est membre de l'équipe Embrace the World,.

## Biographie
Heiko Homrighausen s'inscrit dans son premier club cycliste en 2007 au Polizei SV Aachen. Il participe à sa première course vers l'âge de dix ans.
En 2016, il intègre l'équipe Embrace the World, une association de cyclistes amateurs de Rhénanie-du-Nord-Westphalie, qui participe à des compétitions nationales et internationales afin d'allier vélo et voyage. Il obtient sa première victoire dans le calendrier UCI en 2019 lorsqu'il s'impose sur la quatrième étape du Tour d'Égypte,. En 2021, il termine douzième du Tour de Guadeloupe, après s'être classé à trois reprises parmi les dix premiers d'étapes.
À l'automne 2022, il remporte le Grand Prix Oued Eddahab au Maroc.

## Palmarès
- 2019
  - 4e étape du Tour d'Égypte
- 2022
  - Grand Prix Oued Eddahab

## Classements mondiaux
| Année           | 2021   |
| --------------- | ------ |
| UCI Europe Tour | 1 438e |